# Gura Vitioarei (gmina)
Gura Vitioarei – gmina w Rumunii, w okręgu Prahova. Obejmuje miejscowości Bughea de Jos, Făgetu, Fundeni, Gura Vitioarei i Poiana Copăceni. W 2011 roku liczyła 6003 mieszkańców.